# David Nitschmann (biskup)
David Nitschmann nebo též David Nitschmann biskup  (18. prosince 1695, Suchdol nad Odrou, severní Morava – 8. října 1772, Bethlehem, Pensylvánie, USA) byl misionář a první biskup Moravské církve, tj. obnovené Jednoty bratrské (Unitas Fratrum).

## Život a činnost
Moravan David Nitschmann, který byl přívržencem v monarchii pronásledované Jednoty bratrské, následoval v roce 1724 Kristiána Davida a odešel do exilu – do Saska. Jako exulant se v roce 1724 podílel na rozvoji Herrnhutu, ale zároveň podnikal misijní cesty na Moravu, do Čech a Anglie. V roce 1731 doprovázel Mikuláše Ludvíka Zinzendorfa na korunovaci krále Kristiána VI. do Kodaně.
V roce 1732 byl společně s Leonardem Doberem, jedním ze dvou prvních misionářů obnovené Jednoty bratrské, vyslán na misijní cestu do dánské západní Indie – na ostrov svatého Tomáše. Po šestnácti týdnech se však vrátil a pracoval pro osadu Moravanů v Holštýnsku.
V roce 1735 byl v Berlíně vysvěcen za prvního biskupa Moravské církve Danielem Arnoštem Jablonským, vnukem Jana Amose Komenského – posledního biskupa staré Jednoty bratrské. Poté se vydal se na misijní cestu do Georgie a na lodi se spřátelil s Johnem a Charlesem Wesleyovými. V Georgii spoluzakládal město Savannah. Brzy se však vrátil a v květnu 1737 vysvětil (spolu s Danielem Jablonským) hraběte Zinzendorfa na biskupa obnovené Jednoty bratrské. V červnu 1737 vedl jednání o založení nové kolonie Herrnhaag ve Wetterau.

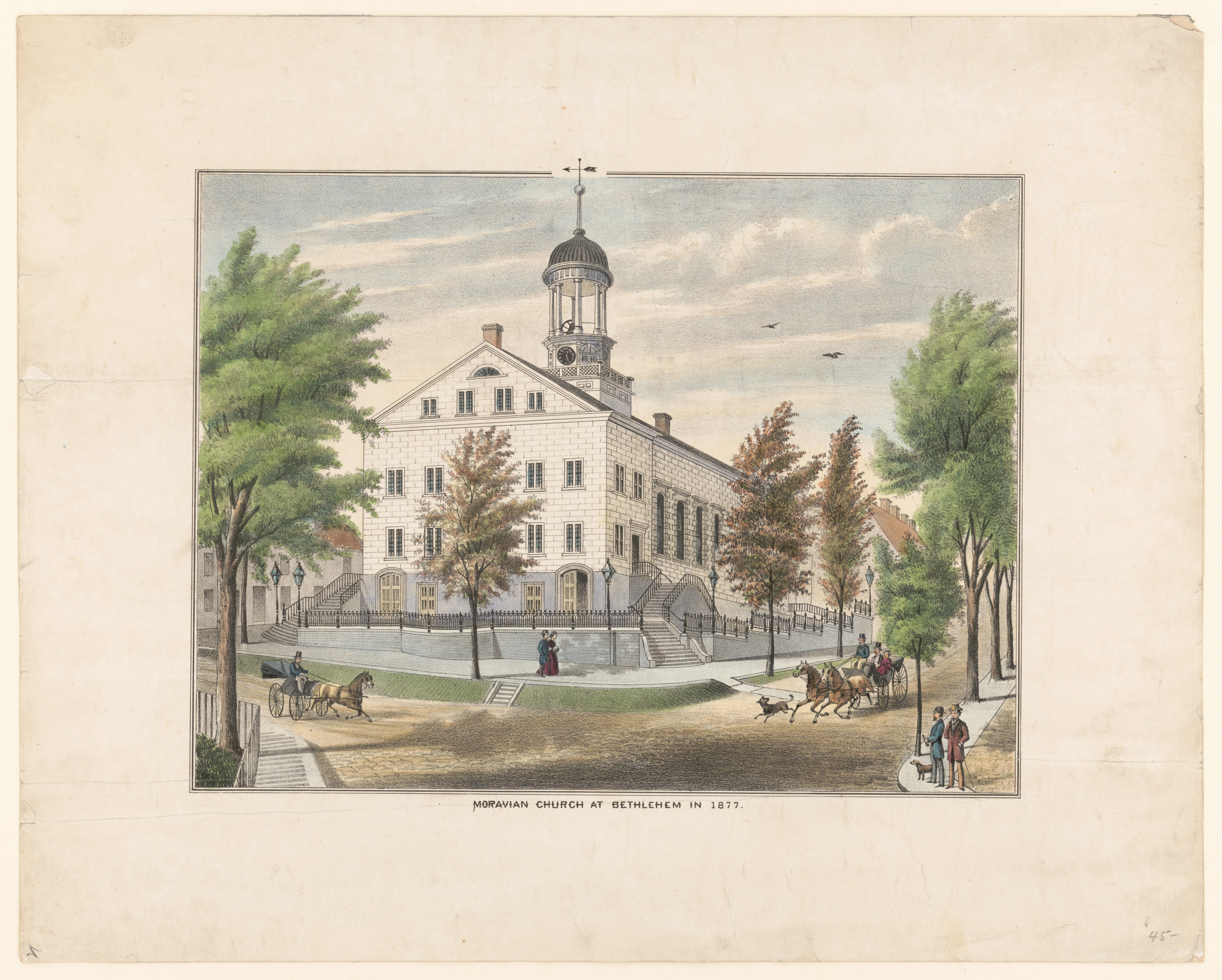
Moravský kostel, Bethlehem (1877)

V roce 1741 připlul jako misionář Moravské církve do Filadelfie v Pensylvánii a byl vůdčí osobností při zakládání města Bethlehem. Na zpáteční cestě do Evropy byl v roce 1744 zajat Španěly, ale byl propuštěn a v průběhu několika dalších let podporoval moravské osady v Dánsku, Norsku a Slezsku. V letech 1749 až 1754 žil v Herrnhaagu, poté se natrvalo vrátil do Pensylvánie, kde pobýval nejprve v Lititz a od roku 1761 (již mimo službu) žil v Betlémě. Tam v roce 1772 zemřel.